# プリンセスラバー! オリジナルサウンドトラック
『プリンセスラバー! オリジナルサウンドトラック』は、テレビアニメ『プリンセスラバー!』のサウンドトラック。2009年11月11日にLantisから発売された。

## 概要
- テレビアニメ本編のBGMとTVサイズの主題歌が収録されている。
- CDジャケットには、シャルロット＝ヘイゼルリンク、シルヴィア＝ファン・ホッセン、鳳条院聖華、藤倉優、マリア＝ファン・ホッセンが描かれている。
- 音楽は菊谷知樹、南良樹が担当している。

## 収録曲
1. Princess Primp!（TV size） [1:34]
歌：橋本みゆき
作詞：畑亜貴、作曲・編曲：虹音
  - オープニングテーマ
2. 始まりの朝 [2:58]
3. 思考〜チェイス [4:16]
4. 思考停止〜戒め [0:55]
5. 偶然の出会い [1:15]
6. 過去との葛藤 [0:44]
7. 優雅 [1:37]
8. 道化の裏側 [0:29]
9. 許婚 [1:27]
10. 新たな家族 [0:56]
11. 回想 [1:38]
12. 通学 [1:30]
13. 慣れない朝 [1:32]
14. 接触 [1:38]
15. 思わぬ再会 [1:32]
16. フェア [1:37]
17. 夜の語らい [1:44]
18. 優雅さと気品 [1:41]
19. 一悶着 [1:18]
20. 真実 [1:27]
21. 誠意 [1:32]
22. 祝日の予定 [1:41]
23. 想い [1:37]
24. マリアの戦闘? [1:22]
25. ラッキースケベ [1:03]
26. 嫌悪 [1:45]
27. 対策室 [1:31]
28. 行動開始 [1:46]
29. 追跡 [1:24]
30. 妬み [1:43]
31. 進入 [1:34]
32. 説得 [1:46]
33. 事実 [1:34]
34. 葛藤 [1:48]
35. 事件解決 [2:04]
36. 二人の約束 [1:48]
37. 新生活の始まり [1:46]
38. S.S.D!（TV size） [1:32]
歌：yozuca*
作詞・作曲：yozuca*、編曲：黒須克彦
  - エンディングテーマ